# Mura di Montalcino
Le mura di Montalcino costituiscono il sistema difensivo della città medievale di Montalcino, in provincia di Siena.

## Storia e Struttura
Le mura furono costruite, a difesa del borgo di Montalcino, intorno al XII secolo. Nel tempo le mura furono, sia per motivi di manutenzione sia per necessità belliche, modificate e rinforzate. Esse raggiungono una lunghezza 4,1 km circa, lungo quale si erigono ben 13 torri e si aprono ben 6 porte: 
- Porta Burelli (da "della Morella").
- Porta Castellana (da "della Castellana")(una volta era chiamata "Fontebuia").
- Porta Cerbaia, o Cervara (da "Monaldesca della Cervara").
- Porta al Cassero (una volta era chiamata "dell'Orsina" e, poi "Renai")
- Porta Gattoli (da "della Gattesca").
- Porta al Cornio, o al Corniolo (da "della Cornia", una volta era chiamata "del Corgniolo").[1]

Per le prime cinque, come si evince dal Fondo Canali (1526), si eleggevano 2 custodi, detti "Capidieci". Per Porta al Corniolo, invece, quest'ultimi non erano previsti e la ragione potrebbe essere che avendo a fianco un torrione per la quale veniva eletto un Capotredici, non era necessario avere due custodi che si occupassero della porta. 
I 13 torrioni hanno i nomi di:
- Torre di Santa Croce
- Torre di Sant’Antonio
- Torre di Iacomanto
- Torre della Campanella
- Torre della Madonna
- Torre di Postierla
- Torre di Luca Docci
- Torre di San Francesco
- Torre della Cennarosa (?)
- Torre di Santa Margherita
- Torrion del Locco
- Torre del Casello
- Torre di San Martino

Ad oggi, di questi ne rimangono solo alcuni.

## Galleria d'immagini

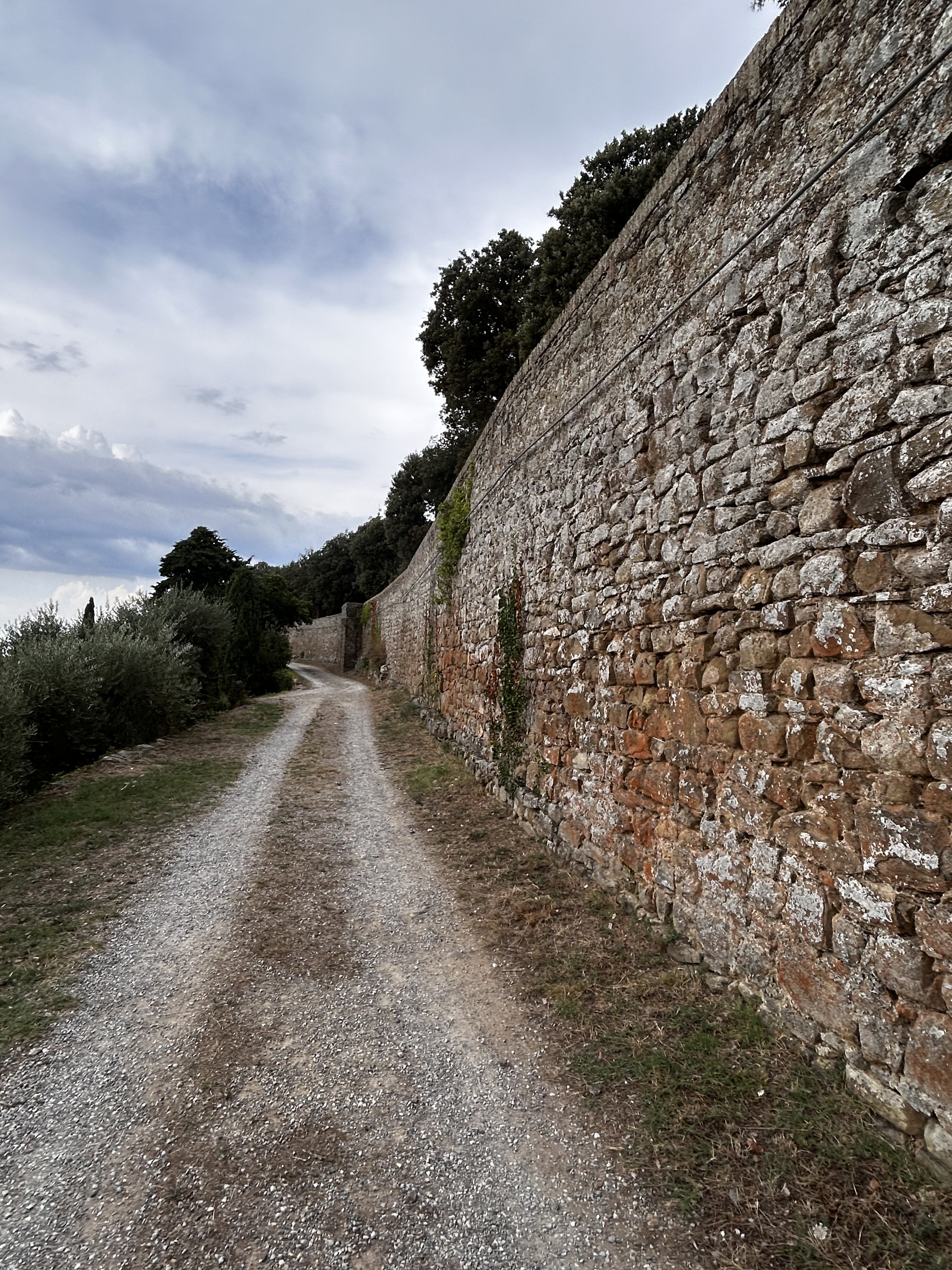
Scorcio delle mura

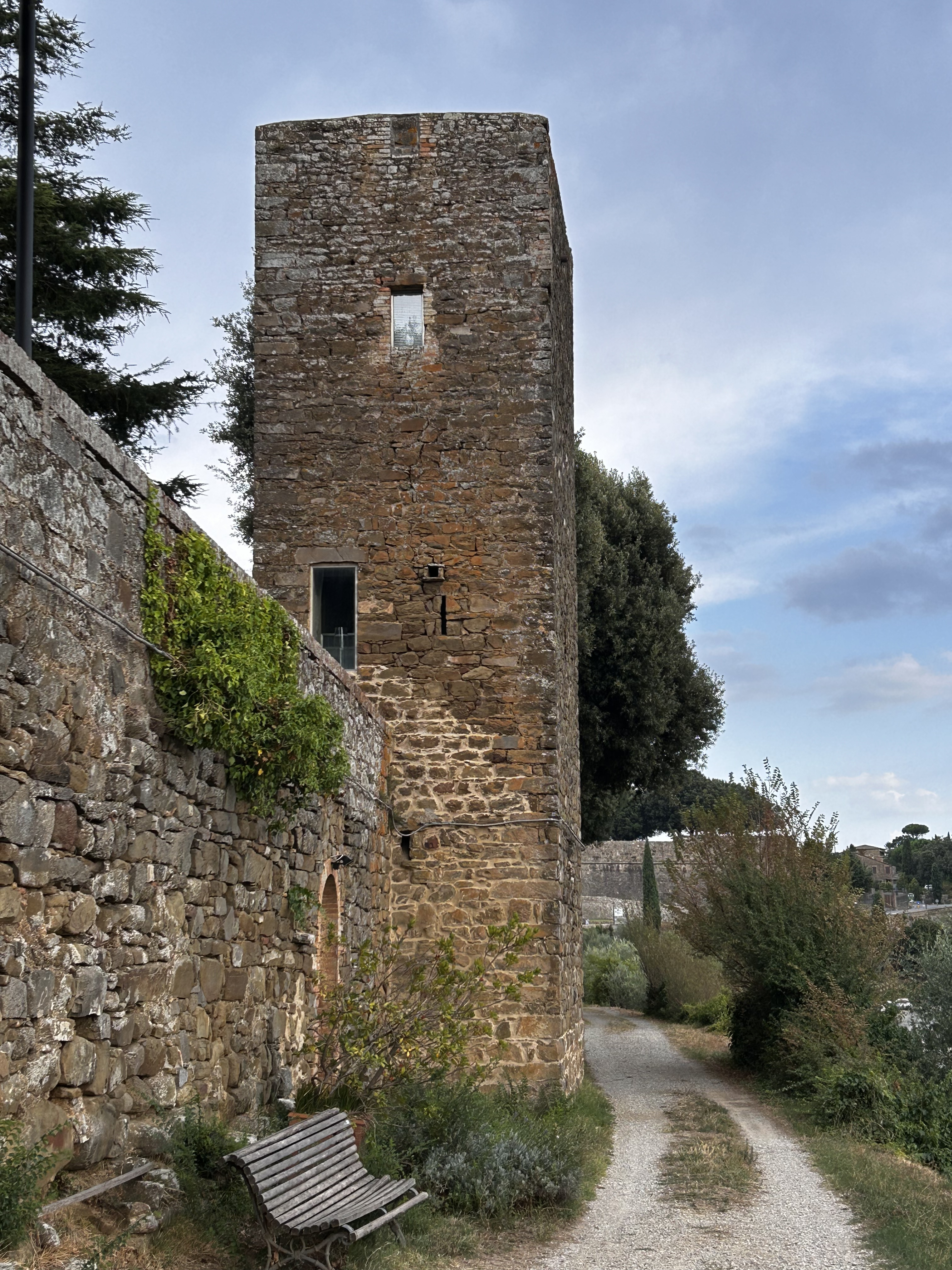
Torrione di Iacomanto

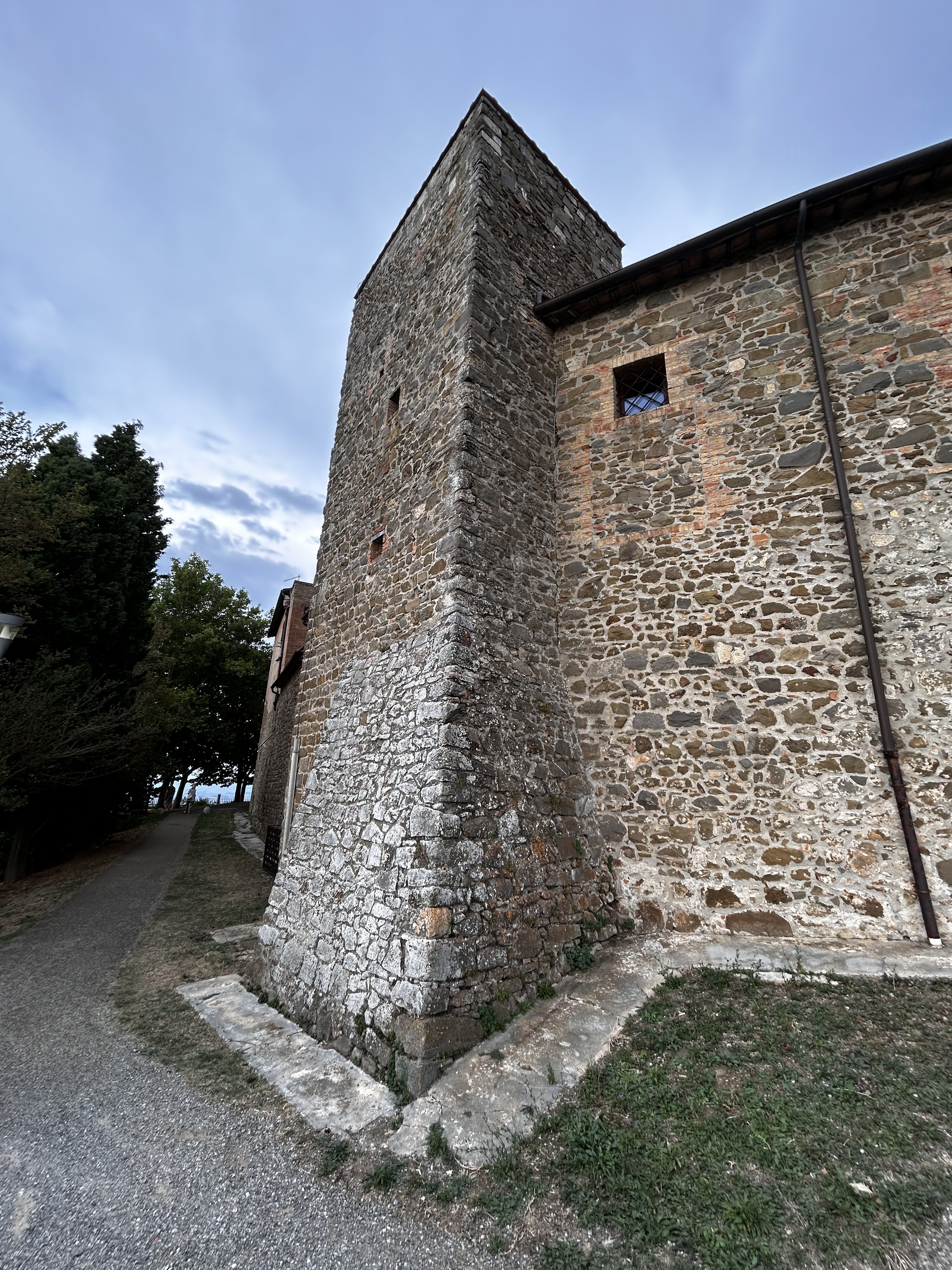
Torrione della Madonna

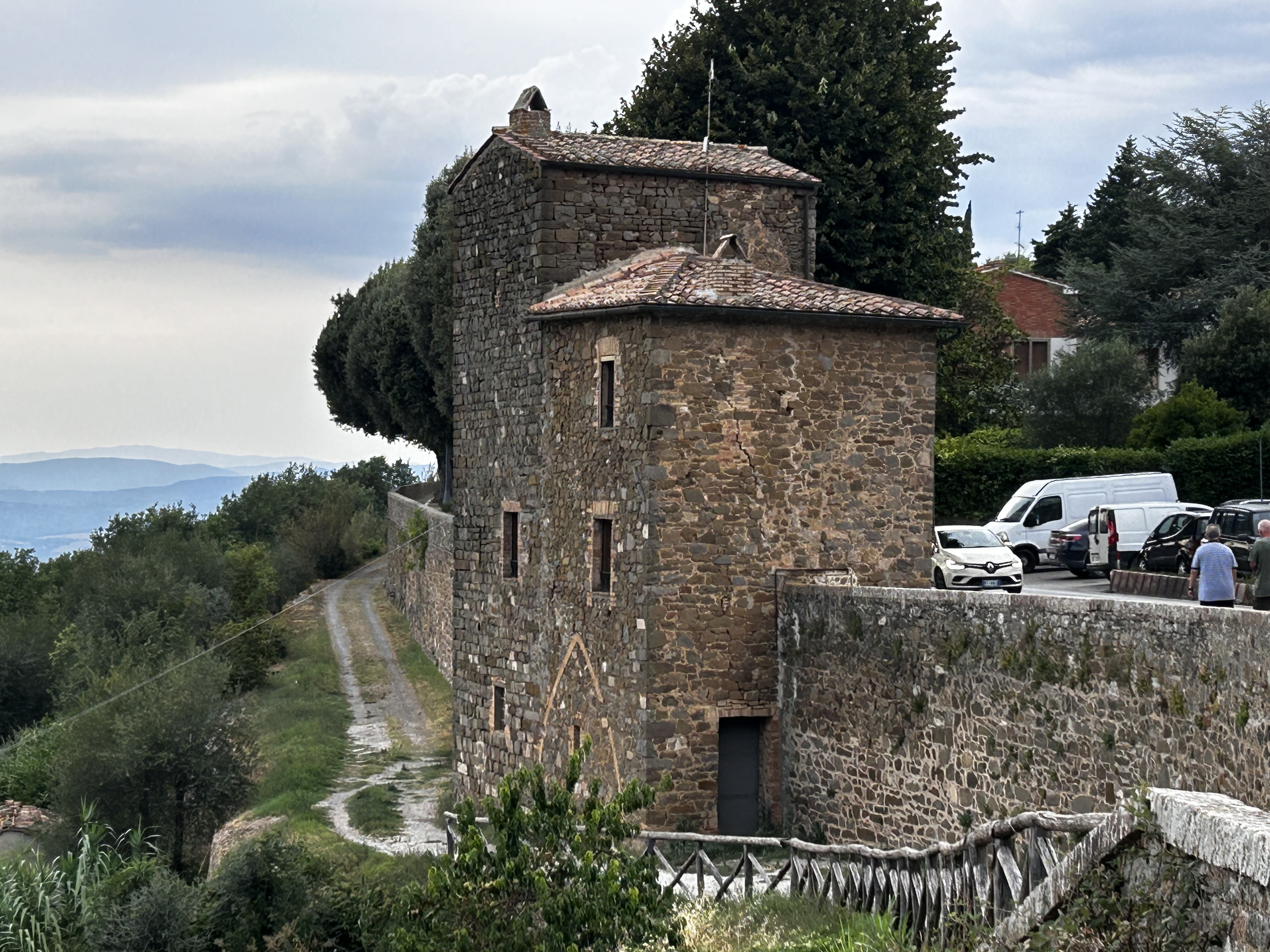
Torrione di Sant'Antonio